# Jamie Blanks
Jamie Blanks ist ein australischer Filmregisseur und Filmkomponist.

## Leben
Blanks besuchte für drei Jahre die Swinburne Film School in Melbourne, die während seines Studiums das Victorian College of the Arts wurde. Sein Abschlussfilm war der Kurzfilm Silent Number, der 14.000 A$ gekostet hat. 
Sein Abschlussfilm brachte Blanks zu dem den Talentscout Simon Millar von Propaganda Films, der ihn zwecks Management unter Vertrag nahm. Blanks filmte einen 3-Minuten-Trailer für den Kinofilm Ich weiß, was du letzten Sommer getan hast. Die Regie des Films war jedoch bereits durch Jim Gillespie besetzt, der drei Tage vorher den Vertrag unterzeichnet hatte. Produzent Neal H. Moritz war jedoch von Blanks beeindruckt und produzierte mit ihm Blanks Debütkinofilm Düstere Legenden, bei dem Blanks im Alter von 26 Jahren Regie führte. Nach diesem Erfolg führte Blanks unter anderen bei den Filmen Storm Warning – Überleben kann tödlich sein (Storm Warning) und Long Weekend Regie und war für die Komposition verantwortlich.
Sein Film Storm Warning – Überleben kann tödlich sein lief beim 21. Fantasy Filmfest 2007 in der Sparte Midnight Madness. Im Jahr 2009 lief sein Film Long Weekend beim Fantasy Filmfest in der Sparte FFF Nights.

## Filmographie (Auswahl)
Regisseur
- 1993: Silent Number (Kurzfilm)
- 1997: Phage
- 1998: Düstere Legenden (Urban Legend)
- 2001: Schrei wenn Du kannst (Valentine)
- 2007: Storm Warning – Überleben kann tödlich sein (Storm Warning)
- 2008: Long Weekend / Lost Weekend

Komponist
- 1991: The Aberrant (Kurzfilm)
- 1992: The Surrogate (Kurzfilm)
- 1993: Silent Number (Kurzfilm)
- 1993: Crimestoppers (Kurzfilm)
- 1993: The Huntsman (Kurzfilm)
- 1999: Huntsman 5.1
- 2003: Say I Do
- 2007: Storm Warning – Überleben kann tödlich sein (Storm Warning)
- 2008: Long Weekend / Lost Weekend
- 2009: Crush
- 2010: Machete Maidens Unleashed!
- 2010: Needle - Deinem Schicksal entkommst Du nicht
- 2012: Crawlspace – Dunkle Bedrohung (Crawlspace)